# Николай Вавилов
Николай Иванович Вавилов (на руски: Николай Иванович Вавилов) е виден руски и съветски ботаник, научен деец и политик, сред най-известните генетици от началото на XX век.
Изследва зърнени култури и разработва теорията за центровете на произход на културните растения, известни като центрове на Вавилов, като за труда си „Центры происхождения культурных растений“ е удостоен с Ленинска премия (1926). В края на живота си изпада в немилост пред съветското правителство, заради критиките си на псевдонаучните теории на Трофим Лисенко, и е изпратен в затвор, където умира.
Академик е на Аакадемията на науките на СССР (1929), АН на Украинската ССР (1929), Всесъюзната академия по селскостопански науки „Владимир Ленин“ (ВАСХНИЛ). Президент (1929 – 1935) и вицепрезидент (1935 – 1940) е на ВАСХНИЛ, президент на Всесъюзното географско общество (1931 – 1940), основател (1920) и първи директор на Всесъюзния институт по растениевъдство (1930 – 1940), директор на Института по генетика на АН на СССР (1930 – 1940). Член е на Руското палестинско общество при Академията на науките, както и на висшите руски и съветски законодателни органи: Всеруски централен изпълнителен комитет (1927 – 1929) и Централен изпълнителен комитет на СССР (1926 – 1935)

## Биография

### Ранни години
Николай Вавилов е роден на 25 ноември (13 ноември стар стил) 1887 година в Москва в семейство на едър търговец. Негов по-малък брат е известният физик Сергей Вавилов.
През 1911 година завършва Московския селскостопански институт и започва да се подготвя за преподавател там, като проявява интерес към имунитета на селскостопанските растения. През 1913 – 1914 година пътува във Франция, Германия и Великобритания, където се запознава с водещи учени, като Ернст Хекел и Уилям Бейтсън (сред основоположниците на съвременната генетика).
През 1916 година, по време на Първата световна война, Вавилов е консултант на руската армия в Иран във връзка с масови хранителни отравяния. Използва случая и провежда експедиция в Иран и Централна Азия, изследвайки местни разновидности на житните култури. През 1917 година става заместник на Роберт Регел в Отдела по приложна ботаника в Санкт Петербург. По-късно през същата година оглавява катедрата по генетика и селекция в селскостопански институт в Саратов, където има възможност за по-мащабни полеви изследвания на житните култури. В резултат на тях през 1919 година публикува монографията „Имунитет на растенията към инфекциозни заболявания“ („Иммунитет растений к инфекционным заболеваниям“).

### Начело на ВАСХНИЛ
В началото на 1921 година Николай Вавилов оглавява Отдела по приложна ботаника и се премества в Петроград, заедно с повечето си сътрудници от Саратов. Развива мащабна дейност по изучаване на сортове културни растения от целия свят и ръководи създаването на голяма мрежа от опитни станции за селекция на растения в целия Съветски съюз(СССР). Организира множество експедиции в Европа, Северна и Южна Америка, Азия и Африка, като лично участва в някои от тях. През 1923 година става директор на новосъздадения Държавен институт по опитна агрономия (Всесъюзна академия по селскостопански науки „Владимир Ленин“ от 1929 г., ВАСХНИЛ), който по онова време включва 115 подразделения и опитни станции в цялата страна. Едновременно продължава да ръководи и Отдела по приложна ботаника (Всесъюзен институт по приложна ботаника и нови култури от 1924 г., Всесъюзен институт по растениевъдство от 1930 година).
В резултат от дейността си през 1926 година Вавилов публикува своя труд „Центрове на произхода на културните растения“ („Центры происхождения культурных растений“), който получава широк международен отзвук. През 1929 година става действителен член на Академията на науките на СССР и на Всеукраинската академия на науките. През 1930 година създава и оглавява и Института по генетика към Академията на науките.
Сред сътрудниците на Николай Вавилов през 1930-те години е българският генетик Дончо Костов.

### В немилост и смърт
В средата на 1930-те години Николай Вавилов се противопоставя на псевдонаучните теории на Трофим Лисенко, който отрича откритията на Грегор Мендел и цялата тогавашната генетика, като се придържа към възгледите на Жан-Батист Ламарк за възможността за наследяване на придобитите белези. Лисенко получава все по-силна подкрепа от държавното ръководство, включително от Йосиф Сталин, което се надява с неговите методи да постигне поврат в изпитващото тежки затруднения съветско земеделие. През 1938 година Лисенко заема мястото на Вавилов начело на ВАСХНИЛ.
На 6 август 1940 година Николай Вавилов е арестуван по изфабрикувани обвинения. След продължило почти година следствие, по време на което е подложен на физически изтезания, прави „самопризнания“ по обвинения в саботаж и държавна измяна. Сред обвиненията е, че е сред ръководителите на Трудовата селска партия, чието реално съществуване се отхвърля от повечето днешни историци, и за връзки, с което по-рано е осъден икономистът Александър Чаянов.
На 9 юли 1941 година е осъден на разстрел, на 15 октомври с.г. от Москва е евакуиран в Затвор № 1 в Саратов поради приближаването на германските войски.
На 23 юни 1942 г. Президиумът на Върховния съвет (парламента) на СССР смекчава присъдата на 20 години лишаване от свобода в изправително-трудов лагер, но остава в затвора. Николай Вавилов умира на 26 януари 1943 година вследствие от лошите условия в затвора в Саратов. Погребан е в групов гроб.